# Aphanostemma apiifolia
Aphanostemma apiifolia är en ranunkelväxtart som först beskrevs av Christiaan Hendrik Persoon, och fick sitt nu gällande namn av St.-hil.. Aphanostemma apiifolia ingår i släktet Aphanostemma och familjen ranunkelväxter. Inga underarter finns listade i Catalogue of Life.